# Nephrocerus corpulentus
Nephrocerus corpulentus är en tvåvingeart som beskrevs av Skevington 2005. Nephrocerus corpulentus ingår i släktet Nephrocerus och familjen ögonflugor. Inga underarter finns listade i Catalogue of Life.